# Jacob Scherer (Politiker)
Jacob Scherer, auch Scheerer (* 1. April 1817 in Ficheln bei Krefeld; † 28. April 1890 in Aachen) war ein deutscher Jurist und Mitglied des Reichstags des Norddeutschen Bundes.

## Leben
Scherer studierte in Bonn und Berlin Rechtswissenschaften. Von 1843 bis 1850 war er Advokat-Anwalt in Düsseldorf, bis 1855 vortragender Rat im Ministerium des Innern zu Berlin und seit 1855 Landgerichtspräsident in Aachen.
Scherer gilt als Verfasser der anonymen Schrift Votum eines Süddeutschen über das Preußische Patent vom 3. Februar 1847 über die bevorstehende Einberufung von Landständen durch König Friedrich Wilhelm IV.
Erschwerend für die Identifikation waren die wechselnde Schreibung des Namens und die Tatsache, dass die Schrift in krassem Widerspruch zu späteren politischen Äußerungen des Verfassers steht.
1848 war Scherer Mitglied des Vorparlaments. Er war Mitglied der Frühjahrskammer von 1849, sowie vom August 1849 bis 1852 Mitglied der Preußischen II. Kammer. Liberalen Zeitgenossen wie dem Schriftsteller Karl August Varnhagen von Ense erschien er nunmehr als „feiler Regierungsknecht“.
Im Frühjahr 1851 führte er den Titel eines Geheimen Regierungsrats und setzte sich für ein restriktives, an die vormärzlichen Zensurverhältnisse anknüpfendes Pressegesetz ein.
1867 war Scherer Mitglied des Konstituierenden Reichstags des Norddeutschen Bundes für den Wahlkreis Aachen 3 (Aachen-Stadt) und die Freikonservative Vereinigung.